# Sibiriak Brack
Sibiriak Brack (ros. Футбольный клуб «Сибиряк» Братск, Futbolnyj Kłub "Sibiriak" Bratsk) – rosyjski klub piłkarski z siedzibą w Bracku, w obwodzie irkuckim.

## Historia
Chronologia nazw:
- 1967–1969: Pursiej Brack (ros. «Пурсей» Братск)
- 1970–1973: Sibiriak Brack (ros. «Сибиряк» Братск)
- 1976–1978: Eniergija Brack (ros. «Энергия» Братск)
- od 1997: Sibiriak Brack (ros. «Сибиряк» Братск)

Piłkarska drużyna Pursiej została założona w 1967 w mieście Brack.
W tym że roku zespół debiutował w Klasie B, grupie 6 Mistrzostwach ZSRR.
Po reformie systemu lig ZSRR w 1970 jako Sibiriak Brack okazał się w niższej Klasie B, grupie 4.
W latach 1971–1973 występował w Drugiej Lidze. W 1973 klub zdobył mistrzostwo w swojej grupie jednak w turnieju finałowym zajął ostatnie 6. miejsce, co spowodowało, że klub został rozwiązany.
Dopiero w 1976 klub został odrodzony pod nazwą Eniergija Brack, który w latach 1976–1978 kontynuował występy w Drugiej Lidze.
Kolejne odrodzenie nastąpiło po 20 latach. W 1997 startował Sibiriak Brack, który w turnieju finałowym Amatorskiej Ligi zdobył awans do Drugiej Dywizji, grupy Wschodniej Mistrzostw Rosji, w której występuje do dziś.

## Sukcesy
- Mistrz w Drugiej Lidze ZSRR, grupie 7: 1973
- 1/2 finału w Pucharze Rosyjskiej FSRR: 1969
- 4. miejsce w Rosyjskiej Drugiej Dywizji: 1999
- 1/64 finału w Pucharze Rosji: 1999